# باربيت شرودر
باربيت شرودر (بالفرنسية: Barbet Schroeder)‏ هو منتج أفلام وكاتب سيناريو ومخرج وممثل فرنسي وسويسرا، ولد في 26 أغسطس 1941 بطهران في إيران.

## أعمال

### أفلام
- (1990) انعكاس الحظ
- (1994) الملكة مارغو
- (1994) شرطي بيفرلي هيلز 3[7][8]
- (1995) قبلة الموت[9]
- (1996) هجوم المريخ![10]
- (2002) القتل بالأرقام[11]
- (2006) باريس، أحبك

## ترشيحات
- جائزة الأوسكار لأفضل مخرج، عن عمل: انعكاس الحظ

## وصلات خارجية
- باربيت شرودر على موقع IMDb (الإنجليزية)
- باربيت شرودر على موقع مونزينجر (الألمانية)
- باربيت شرودر على موقع ألو سيني (الفرنسية)
- باربيت شرودر على موقع ميوزك برينز (الإنجليزية)
- باربيت شرودر على موقع تيرنر كلاسيك موفيز (الإنجليزية)
- باربيت شرودر على موقع أول موفي (الإنجليزية)
- باربيت شرودر على موقع بوكس أوفيس موجو (الإنجليزية)
- باربيت شرودر على موقع قاعدة بيانات الأفلام السويدية (السويدية)
- باربيت شرودر على موقع إن إن دي بي (الإنجليزية)
- باربيت شرودر على موقع ديسكوغز (الإنجليزية)